# Бакевич-Щуковський Дмитро Андрійович
Дмитро Андрійович Бакевич-Щуковський (11 лютого 1895— після 25 січня 1979)— сотник Армії УНР, інженер.
Відповідно до українського законодавства є борцем за незалежність України у XX столітті.

## Біографія
Закінчив Новозибківську реальну школу (1916), навчався на економічному відділі Петроградської політехніки (1916).
У Російській імператорській армії з 01.12.1916 р.
В Українській армії з 05.06.1918 р.
У листопаді 1920 р., в складі Армії УНР, перейшов на західний берег Збруча та був інтернований польською владою.
Станом на березень 1921 р. служив хорунжим у пішому курені 2-ї Кулеметної бригади 1-ї Кулеметної дивізії та перебував у таборі інтернованих в м. Петраків, Польща.
Станом на 01.10.1922 р. служив сотником, молодшим старшиною 14-го стрілецького куреня 13-ї стрілецької бригади 5-ї Херсонської стрілецької дивізії та перебував у таборі інтернованих у Щипйорно.
У 1928 р. закінчив Гідротехнічний відділ УГА в Подєбрадах.